# Ngô Tất Tố
Ngô Tất Tố (ur. 1894, zm. 1954) – wietnamski powieściopisarz, przedstawiciel nurtu realistycznego w przedrewolucyjnej literaturze wietnamskiej.
Otrzymał staranne wykształcenie klasyczne. W swoich powieściach, takich jak Tắt đèn („Gasnąca lampa”, 1938) czy Việc làng („Sprawy wioski”, 1940) podejmował tematykę życia ludności wiejskiej w kolonialnym Wietnamie. Związany był z ruchem robotniczym i krytykował w swoich dziełach feudalne porządki społeczne. Pisał również reportaże i artykuły z zakresu krytyki literackiej.
Ngô odegrał ważną rolę w upowszechnieniu i przybliżeniu społeczeństwu klasycznych dzieł literatury wietnamskiej spisanych znakami chińskimi (chữ nôm), dokonując tłumaczenia wielu z nich na alfabet łaciński (quốc ngữ).